# 北海道道859号旭山線
北海道道859号旭山線（ほっかいどうどう859ごう あさひやません）は、北海道上川郡清水町内を結ぶ一般道道である。

## 概要

### 路線データ
- 起点：北海道上川郡清水町旭山
- 終点：北海道上川郡清水町旭山 （北海道道55号清水大樹線交点）
- 総距離：4.2 km

## 歴史
- 1975年（昭和50年）3月31日 - 路線認定[1]。

## 地理

### 通過する自治体
- 十勝総合振興局
  - 上川郡清水町

### 主な接続道路
清水町
- 北海道道55号清水大樹線 - 旭山（終点）

### 沿線にある施設など
清水町
- 剣山神社 - 旭山